# Teatrul amator de dramă „Branislav Nusic” din Teslic
Teatrul amator de dramă „Branislav Nusic” din Teslic (sârbă Amatersko dramsko pozoriste) este un teatru din orașul Teslic situat în Republika Srpska din Bosnia și Herțegovina, fiind un important punct turistic al acestuia.

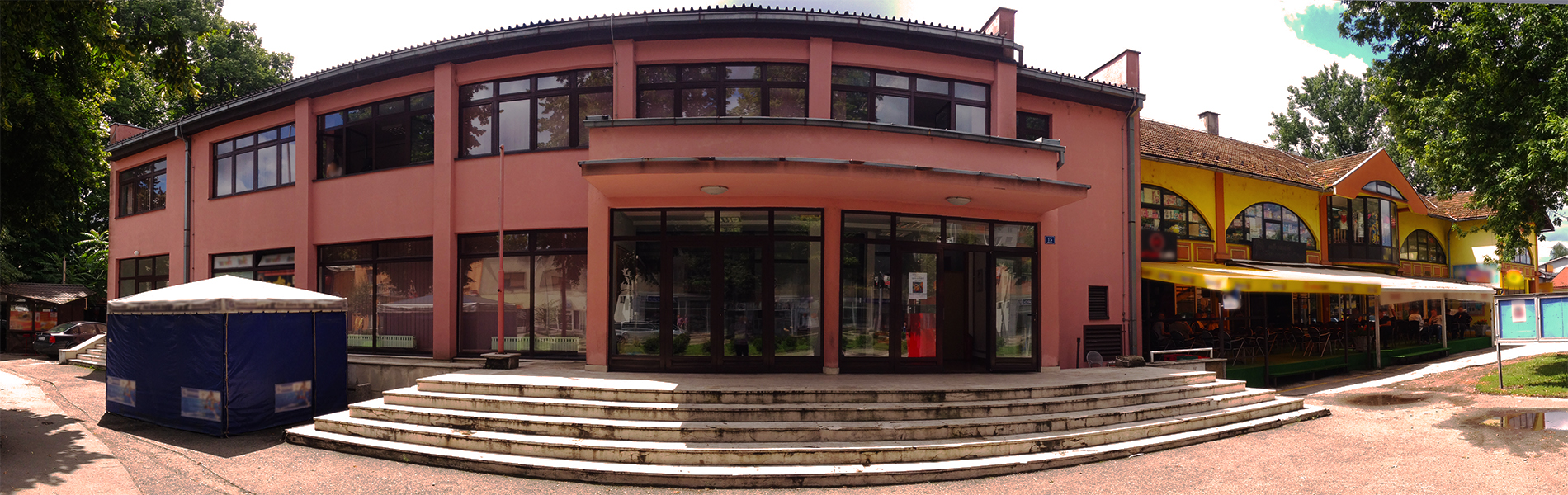
Fațada principală a teatrului de dramă „Branislav Nusic” din Teslic.

## Istoric
Teatrul de dramă „Branislav Nusic”, înființat în data de 16 februarie 2008, este un teatru faimos pentru operele sale, al orașului Teslic. Teatrul a apărut ca o nevoie a orașului de a-și recăpăta identitatea culturală avută înaintea războiului civil din Iugoslavia, ce a avut urmări negative asupra instituțiilor culturale a orașului. Un grup de persoane importante al orașului Teslic (cunoscuți drept fondatorii culturii post-revoluționiste în Teslic) au vrut să readucă la viață cultura orașului Teslic și să adauge un plus de imagine asupra acestuia prin livrarea spectacolelor teatrale.

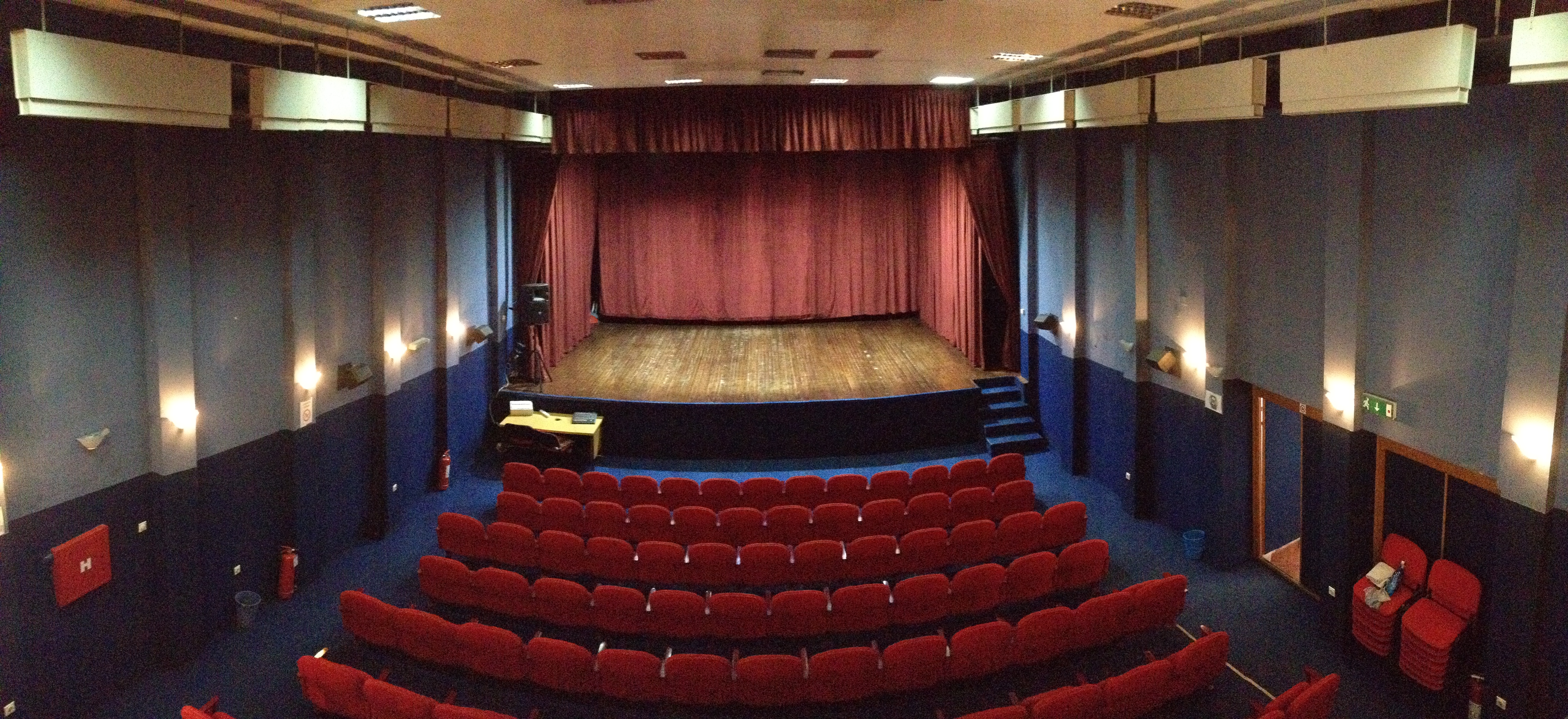
Interiorul teatrului de dramă „Branislav Nusic” din Teslic.

În timp ce „fondatorii” lucrau cu nerăbdare la finalizarea detaliilor ce țineau de buna funcționare a teatrului, 15 actori amatori aveau să participe la prima lor scenă de teatru, numită „Народни посланик” („Ambasadorul”). Efortul depus a fost bine meritat. Sala teatrului era prea mică pentru a primi toți doritorii de a vedea o scenă de teatru întâmplându-se din în orașul lor. În același an, aceștia au organizat și prima caravană de teatru din orașul Laktasi, mulțumind publicul cu piese noi și cu o gală a premiilor de performanță.
În anul 2009, aceștia au înființat o secție pentru copii și tineret cuprinși între 7 și 14 ani ce aveau mai târziu a performa în cadrul unor festivale pe tot teritoriul Bosniei și Herțegovinei.

## Teatrul în Teslic, ca identitate culturală
Deși apariția oficială a teatrului a fost înregistrată în anul 2008, Teslic era cunoscut pentru actorii săi de stradă cu mult înainte de războiul civil. Marko Mudornja, ce a trăit în Teslic între anii 1958 și 1990 era cunoscut pentru aparițiile sale pe stradă și pentru întreținerea amuzamentului teslicanilor. El reușise să unească persoane de toate vârstele și să le învețe arta teatrală într-un mod foarte ludic.

## Directorul teatrului
- Goran Bjelac